# Israel Abuhatzeira
El rabí Israel Abuhatzeira (1889-1984) (en hebreu: ישראל אבוחצירא) conegut com el Baba Sali (en hebreu: באבא סאלי), va ser un destacat rabí i un cabalista sefardita marroquí que va ser reconegut per la seva suposada capacitat de fer miracles a través de les seves oracions. El lloc de la seva tomba a Netivot, a Israel, s'ha convertit en un santuari per a les pregàries i els peticionaris. El seu yarzeit, és el dia 4 de Xevat.

## Joventut
Rabí Israel era el descendent d'una distingida família de sefardites estudiosos de la Torà i de tzadikim, que també eren coneguts com a obradors de miracles. Era net del rabí Yaakov Abuhatzeira. El patriarca d'aquesta família era el rabí Samuel Abuhatzeira, nascut a la Terra d'Israel, i que va viure a Damasc, Síria, durant un temps, on va estudiar la Torà amb el rabí Jaim Vital. El rabí Samuel fou un home sant del seu temps.
Rabí Samuel i la seva família es van mudar a la ciutat de Tafilalt, al Marroc, on el fill del rabí, Samuel Masud, va esdevenir el rabí de la ciutat. El fill de Rabí Massud, Yaakov, conegut com el Avir Yaakov, va succeir al seu pare com rabí de Tafilalt, i va ser aquí on el seu fill, Israel Abuhatzeira, en Baba Sali, va néixer.
Israel Abuhatzeira (Baba Sali) va néixer el dia de Roix ha-Xanà de 5650 (l'any 1889), i es va criar en una llar impregnada de l'estudi de la Torà i el comportament sant. La seva família vivia en una gran finca que incloïa una Ieixivà, on joves talmidim anaven a estudiar Torà nit i dia. El Beit Din (tribunal rabinic) del seu pare, el rabí Masud, també es trobava a les instal·lacions. El seu germà gran, el rabí David, estudiava tot sol en un àtic, En les rares ocasions en què el rabí Masud viatjava, es cobria els ulls amb la seva capa per no veure coses inapropiades.
Quan era un nen, Israel Abuhatzeira, estudiava la Torà dia i nit, a l'edat de 12 anys va començar a dejunar durant les sis setmanes de Xovavim. Al començament va amagar el seu dejuni, però el seu germà David va adonar-se de com de feble i pàl·lid estava. Tot i que en David va instar-lo a aturar el dejuni, Israel Abuhatzeira va continuar.
Després del seu Bar mitsvà, va entrar a la Ieixivà de la seva família, on els estudiants s'aixecaven a la mitjanit, i després d'estudiar obres cabalístiques fins a l'alba, anaven al micvé, i pregaven durant el servei del matí i esmorzaven. Aleshores seguien amb un estudi en profunditat de la Guemarà, les oracions de la tarda, i una lliçó del llibre Xulkhan Arukh. A 16 anys, es va casar amb Freha Amsalem.

## Exili
Durant la Primera Guerra Mundial, després que França s'havia apoderat de moltes parts del nord d'Àfrica, Muley Mohamed va dirigir una rebel·lió contra els francesos a la regió prop de Tafilalt i va expulsar l'exèrcit d'ocupació francés. Tres anys més tard, el francesos van tornar a bombardejar els bastions dels rebels, que es trobaven a prop dels barris jueus.
A mesura que augmentava el conflicte, Muley Mohamed va prohibir a ningú entrar o sortir de Tafilalt. La seva campanya contra els francesos es va estendre als jueus, va acusar diversos jueus marroquins de ser col·laboradors dels francesos, i els va fer executar. Poc després de la festivitat de Hanukkà de 1920, Muley Mohamed va emetre un decret per massacrar els jueus de Tafilalt.
Rabí David, germà del rabí Israel Abuhatzeira, i ara rabí de Tafilalt, estava provant de calmar els espantats habitants de la ciutat, quan els soldats de Muley Mohamed, van arribar a arrestar-lo. Va ser lligat a un canó, els soldats van disparar el canó i va morir màrtir. Els jueus de Tafilalt van haver de subornar el líder dels rebels per poder enterrar-ne les restes.
Després d'aquest incident, la població jueva de Tafilalt va fugir a la propera ciutat d'Arfoud, i després a la ciutat de Boudnib. Al rabí Israel Abuhatzeira li van demanar succeir al seu germà com a rabí, però ell s'hi va negar perquè volia viatjar a Palestina, per imprimir allà els escrits del seu germà. L'any 1922, el rabí Israel, va viatjar per Algèria, Tunísia i Egipte, (on va visitar la tomba del seu avi, Abir Yaacov), i després a bord d'un vaixell va arribar al port de Haifa i des d'allà va anar cap a la ciutat santa de Jerusalem.
Baba Sali va publicar els escrits del seu germà, després va tornar a Boudnib, al Marroc, on va acceptar el càrrec de rabí.
Posteriorment, l'any 1951, va emigrar a Israel i va acabar vivint al poble de Netivot.

## Miracles
Moltes persones venien a cercar la seva ajuda. Les seves oracions havien portat grans miracles, causant un gran Quiduix ha-Xem. Un dels casos més famosos és aquell d'un soldat que va resultar ferit durant la Guerra del Yom Kippur. El jove va entrar a la casa del Rabí a Netivot, en una cadira de rodes i va explicar la seva història:
 «Vaig ser ferit per una bala a l'esquena durant la guerra del Yom Kippur, i encara que em vaig sotmetre a una sèrie d'operacions, estic coix i no puc posar-me dret, una de les meves cames està tan malmesa que els metges la volen tallar. Un amic em va recomanar que vingués a veure'l, perquè diuen que vostè fa miracles amb les seves oracions.» 
 «et posses els tefil·lín tots els dies?»  -va preguntar el rabí, 
«Guardes el Sàbat?» 
«No», va respondre el noi.
 «Si aquest és el cas, hauries d'estar agraït que una sola cama es trobi en estat greu, nosaltres creiem que ha-Xem ens dona la salut perquè puguem servir-lo!» 
, en sentir això, el jove es va posar a plorar, -el rabí li va dir:
 «Si jo et beneís i fossis capaç de posar-te dret, aleshores observaries les misvot?»
 «Sí» , va respondre el jove amb impaciència.
El rabí aleshores el va beneir, i li va desitjar una recuperació completa, aleshores Baba va dir al xicot que es posés dret, tot sorprès, el noi de sobte es va aixecar, i fins i tot va ser capaç de moure's sense ajuda. La història d'aquest jove es va estendre com la pólvora per tot el país, donant lloc a un gran moviment de Teixuvà. El rabí beneïa als que venien a veure'l.

## Funeral
Va morir el 1984, el dia 4 de Xevat de 5744. La seva tomba a la vila de Netivot, a Israel, s'ha convertit en un lloc de peregrinació popular. Dues persones més, estan enterrades a prop, la seva segona esposa, Miriam Abuhatzeira, està enterrada en una ala adjacent a la tomba de Baba Sali, i també en David Bouskila, constructor i fundador del complex funerari.